# Peter Niemeyer
Peter Niemeyer (Hörstel, 1983. november 22. –) német labdarúgó, 2011 óta a Hertha BSC középpályása, de néha hátvédként szerepel.

## Pályafutása
Habár Németországban született, Niemeyer profi pályafutása első éveit a holland élvonalbeli FC Twente csapatánál töltötte. 2007. január közepén a Bundesliga-szereplő SV Werder Bremenhez igazolt, első szezonjában 3 bajnokin lépett pályára.
2007. szeptember 29-én Niemeyer részt vett az Arminia Bielefeld hazai 8–1-es zúzásában, ő lőtte a meccs első találatát, első Bundesliga-gólját. Egyébként 33 perc után le kellett cserélni sérülés miatt.
A 2008–09-es szezonban egyéni rekordnak számító 25 hivatalos találkozón vett részt, beleértve 5 UEFA-kupa-összecsapást is, a Werder eljutott a döntőjéig, az FK Sahtar Doneck ellen hosszabbításban elvesztett találkozón Niemeyer kezdőként lépett pályára.
2010. augusztus 9-én Niemeyer az előző szezonban másodosztályba kieső Hertha BSC-be került. Október 4-én a televízió élőben közvetítette az Alemannia Aachen elleni bajnokit, Niemeyer megpróbálta vállon veregetni az első női profi játékvezetőt, Bibiana Steinhaust, de véletlenül a bal mellét súrolta. Szerencséjére a hölgy viccesen fogta fel az esetet.

## Sikerei, díjai
- Német labdarúgókupa: 2008–09
- UEFA-kupa: Ezüstérmes 2008–09

## Fordítás
Ez a szócikk részben vagy egészben  a   Peter Niemeyer című angol Wikipédia-szócikk ezen változatának fordításán alapul.  Az eredeti cikk szerkesztőit annak laptörténete sorolja fel. Ez a jelzés csupán a megfogalmazás eredetét és a szerzői jogokat jelzi, nem szolgál a cikkben szereplő információk forrásmegjelöléseként.